# Gerhard Vinnai

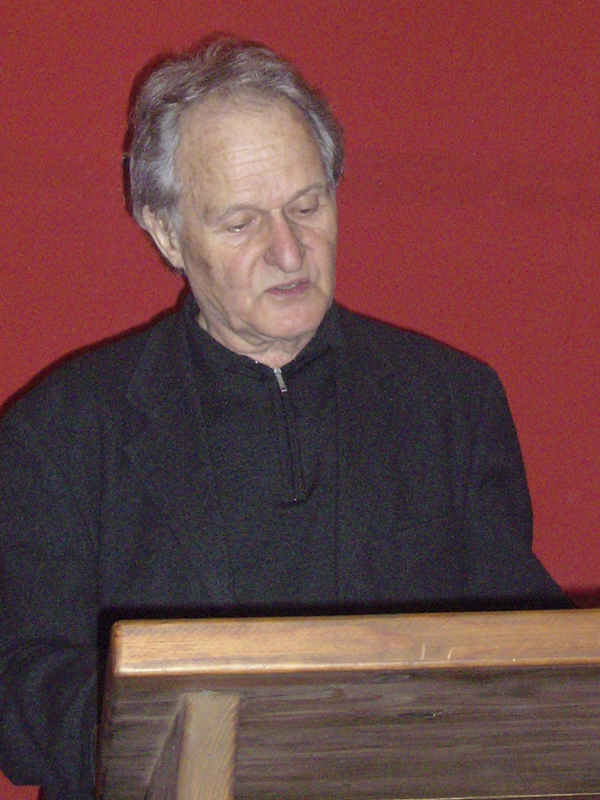
Gerhard Vinnai, 2009

Gerhard Vinnai (* 1940 in Stuttgart) ist ein deutscher Sozialpsychologe. Er war bis zu seiner Emeritierung 2005 Professor an der Universität Bremen.

## Leben und Wirken
Vinnai ist durch eine Reihe wichtiger Arbeiten zur Kritik des Sports, der Männlichkeit sowie der akademischen Psychologie hervorgetreten. Er ist stark von der kritischen Theorie beeinflusst.
Vinnai gehört zur Schule der neomarxistischen Sportsoziologie. Vor allem in den frühen 1970er Jahren deutete er in der Spur Theodor W. Adornos den Sport als Verdoppelung der kapitalistischen Arbeitswelt. Das Geschehen auf dem Fußballplatz funktioniere nach der Logik „kapitalistischer Arbeitsorganisation“. Der Fußballsport besitze außerdem eine starke ideologische Funktion:

„Der Fußballsport […] wird von Vereinen organisiert, die als Unternehmen der Unterhaltungsindustrie die Darbietungen ihrer Athleten als Ware […] verkaufen. Trainer und Aktive im kommerziellen Fußball veräußern ihre Fähigkeiten an die Unternehmen, die ihnen die größten ökonomischen Vorteile versprechen. Bei der Wahl ihres Arbeitsplatzes spielt für die Aktiven die Bindung an eine Stadt, eine Region oder ein Land üblicherweise kaum eine Rolle. […] Eine besondere Bindung an die dort lebenden Bevölkerungen ist üblicherweise nicht vorhanden […]. Obwohl sie keine besondere Beziehung zu ihnen und ihrer Heimat zu haben brauchen, erleben ihre Anhänger sie paradoxerweise als ihre sehr stark emotional besetzen Repräsentanten. […] Das kommerzielle Fußballunternehmen, an das die meist von außerhalb kommenden Aktiven ihre Fähigkeiten für einige Zeit verkaufen, gilt den Fans als ‚ihr‘ Verein, dem sie sich mit heimatlich-familiären Gefühlen verbunden fühlen. […] Die enorme sozialpsychologische Bedeutung des Fußballsports ist also auf ein illusionäres Wir-Gefühl angewiesen, von dessen psychischer Aufladung die Fußballbegeisterung lebt.“

Aufsehen erregte auch Vinnais These: „Der Fußball als Sport unter Männern lebt von einer ausgeprägten latenten Homosexualität.“
Vinnai ist auch als Kritiker des Christentums bekannt. So schrieb er 1984:

„Die überfordernde christliche Moral und die ungeheure Destruktivität der europäischen Kultur sind zwei Seiten einer Medaille. […] Eine Moral, die man, um psychisch zu überleben, ständig übertreten muß, erzeugt eher Zynismus als Nächstenliebe.“

Im Zusammenhang mit Forschungen zur Entstehung von Gewaltpotential publizierte Vinnai mehrere Arbeiten zu Adolf Hitler und zur „Genese des faschistischen Täters“. Er wies darauf hin, dass Hitlers „Bestreben, die Juden zu vernichten, entscheidend von traumatischen Kriegserfahrungen mitbestimmt sein dürfte.“ Denn Hitler sei vor dem Ersten Weltkrieg „nie durch besondere Gewaltsamkeit oder Rücksichtslosigkeit aufgefallen […], er war eher pazifistisch eingestellt, und er war bis zum Kriegsende 1918 […] sehr wahrscheinlich kein fanatischer Antisemit.“

„Hitler hat sicherlich sogar in diesem Krieg nicht nur Schrecken erfahren, er verschaffte ihm auch etwas von dem, was er suchte: ein Regiment, das dem Entwurzelten Heimat wurde, die Erfahrung männlicher Nähe durch die Frontkameradschaft, die seiner latenten Homosexualität entgegenkam, das gemeinsame rauschhafte Ausleben sadistischer Gewalt. Aber Hitlers Betonung seiner Kriegsbegeisterung dient wohl nicht zuletzt der Verleugnung dessen, was ihm der Krieg angetan hat.“

Der bedeutende Hitler-Biograph Ian Kershaw lobte „Vinnais Betonung der Bedeutung der traumatischen Erfahrungen des Ersten Weltkrieges für Hitlers Psychologie, ganz besonders für die Entwicklung seines Vernichtungswillens und, zentral dazu, seines nun pathologischen, schon im Kern völkermörderischen, Antisemitismus,“ als „das Beste, was ich zu diesem Thema gelesen habe.“

## Veröffentlichungen (Auswahl)
- Die Tücken des Privateigentums. Der Einfluss auf die Psyche und notwendige Alternativen. VSA-Verlag, Hamburg 2017, ISBN 978-3-89965-787-6.
- Wunschwelten und Opfer-Zusammenhänge – Zur analytischen Sozialpsychologie der westlichen Kultur. Verlag Westfälisches Dampfboot, Münster 2011.
- Fußballsport als Ideologie. Europäische Verlagsanstalt, Frankfurt am Main 1970 (Onlineveröffentlichung mit neuem Vorwort 2006).
- Sportliche Verhaltensmuster und kapitalistische Rationalität. Dissertation, Universität Hannover 1972.
- Sozialpsychologie der Arbeiterklasse. Identitätszerstörung im Erziehungsprozess. Rowohlt, Reinbek bei Hamburg 1973.
- Das Elend der Männlichkeit. Heterosexualität, Homosexualität und ökonomische Struktur. Rowohlt, Reinbek bei Hamburg 1977.
- Die Austreibung der Kritik aus der Wissenschaft. Psychologie im Universitätsbetrieb. Campus Verlag, Frankfurt am Main/New York 1993.
- Jesus und Ödipus. Reihe 'Geist und Psyche', Fischer Taschenbuch Verlag, Frankfurt am Main 1999, ISBN 3-596-14478-7.( auf psydok.psycharchives.de).
- Hitler – Scheitern und Vernichtungswut. Zur Genese des faschistischen Täters. Psychosozial-Verlag, Gießen 2004, ISBN 3-89806-341-0.